# Eugène François Deshayes
Pour les articles homonymes, voir Deshayes.
Ne doit pas être confondu avec Eugène Deshayes.
Eugène François Adolphe Deshayes, né le 19 juillet 1862 à Alger,, où il est mort en 1939, est un peintre orientaliste français.

## Biographie
Élève de Jean-Léon Gérôme, Eugène Deshayes expose à Alger à partir de 1890. Puis il se déplace dans toute l'Afrique du Nord. 
Il expose au Salon des artistes français où il obtient une mention honorable en 1896. Ses œuvres connaissent un grand succès, en particulier ses peintures de l'Algérie. Il devient peintre officiel de la marine en 1910.

## Galerie

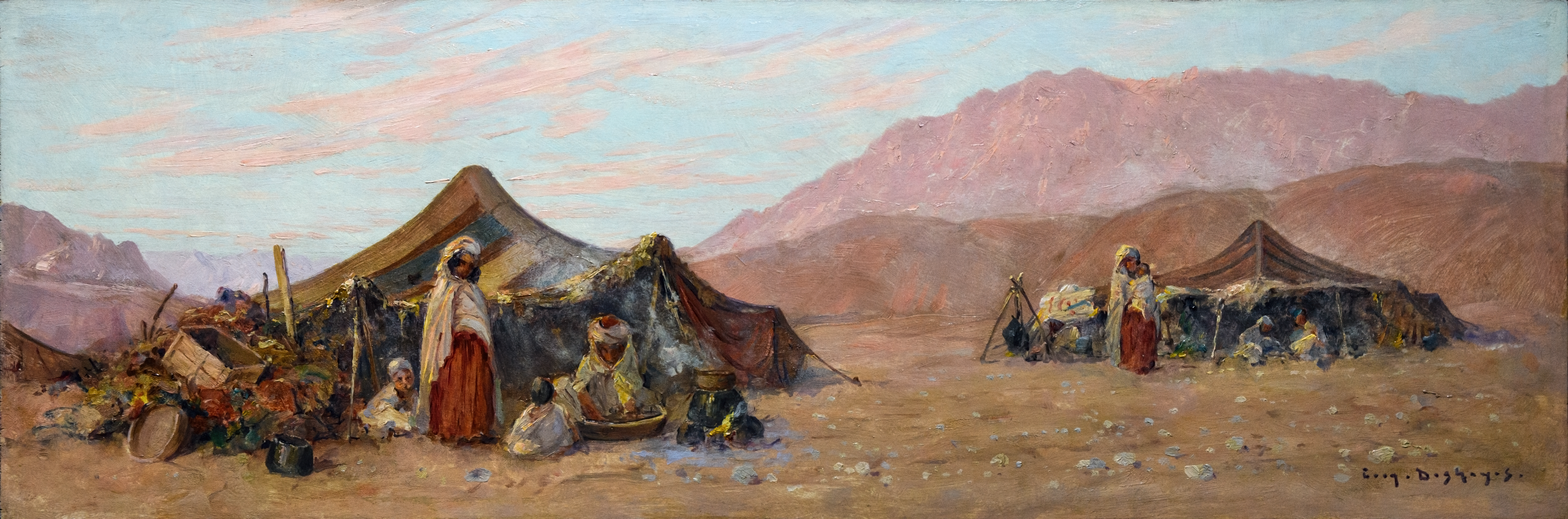
Campement nomade dans le sud Algérien - Musée des Beaux-Arts de Narbonne[6].
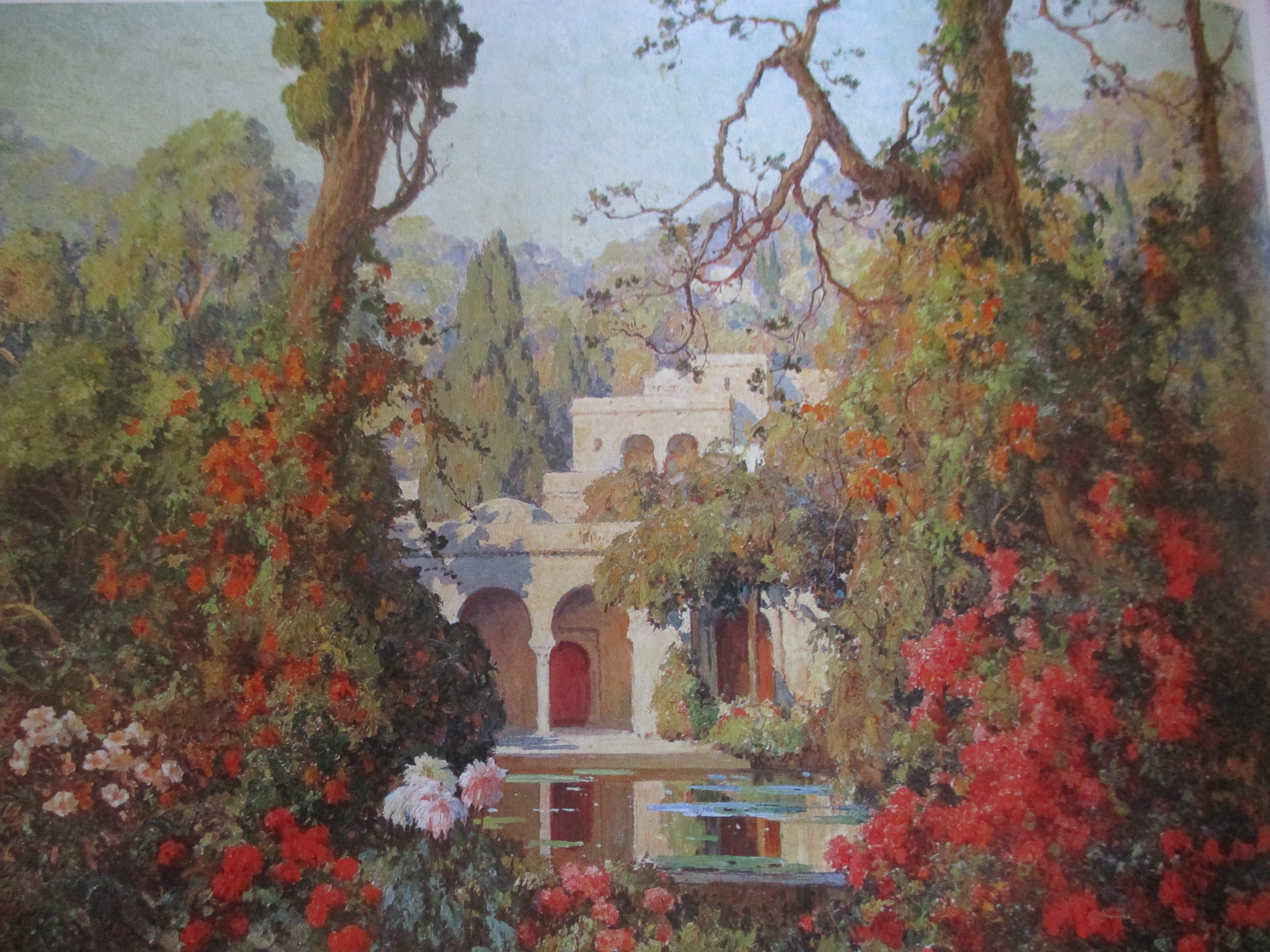
Jardin d'Alger, coll. part[7] HST 73x100.
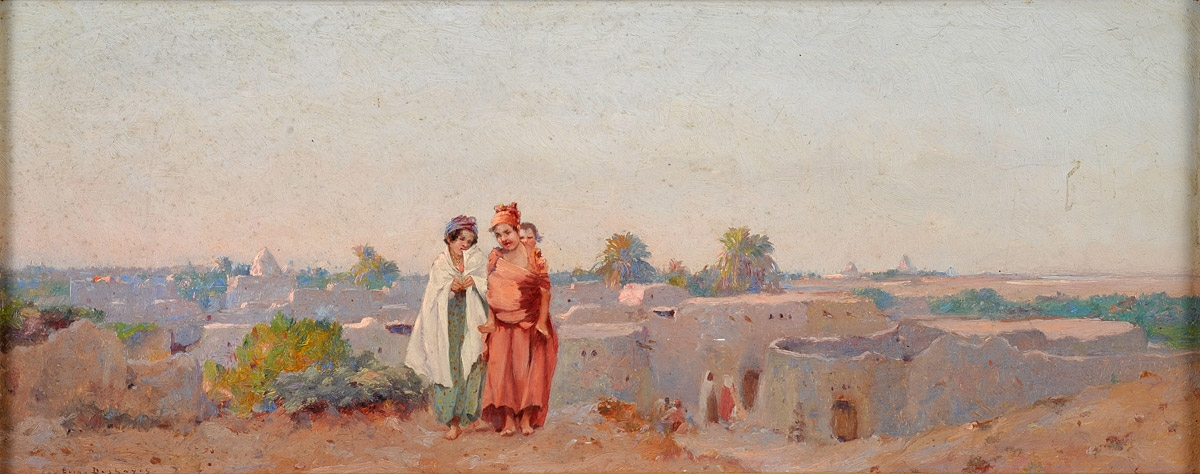
Trois filles d'Alger, coll. part.  huile sur panneau, 23x55.

## Distinctions
- Chevalier de la Légion d'honneur (1935)